# Iulian Matache
Iulian Ghiocel Matache (1972. február 27. –) román építészmérnök, jogász, szociáldemokrata párti politikus, közlekedési miniszter (2015).

## Élete
A Bukaresti Műszaki Egyetem Vasút-, Út- és Hídépítőmérnöki Karán szerzett mérnöki diplomát 1996-ban. 2011-ben mesterfokozatot szerzett a Ploiești-i Olaj- és Gázipari Egyetemen, és ugyanebben az évben jogi diplomát is szerzett a brassói „George Baritiu” Egyetem Jogtudományi Karán. 1996-ban egy vráncsa-i út- és hídépítő társaságnál helyezkedett el, és itt dolgozott egészen annak felszámolásáig. Szakmájában 1999-től Vrancea Megye Tanácsának alkalmazottjaként dolgozott tovább egészen első államtitkári kinevezéséig.
2009 januárja és novembere között a Regionális Fejlesztési és Lakásügyi Minisztérium államtitkára, majd 2012 májusában ismét államtitkári székhez jutott, de már a Regionális Fejlesztési és Idegenforgalmi Minisztériumban. Innen 2014 márciusában áthelyezték a Dan Șova vezette közlekedési tárcához, majd az új tárcavezető, Ioan Rus zavaros távozását követően (2015. július) Klaus Iohannis államfő a minisztérium élére nevezte ki. Nem sokkal később, november 4-én a szociáldemokrata Ponta-kormány – a bukaresti Colectiv klubban történt halálos áldozatokat követelő diszkótűz miatt – az utcára vonuló tüntetők nyomására benyújtotta lemondását. Helyét átadta a Cioloș-féle technokrata kormány új miniszterének, Marian Costescunak (nov. 17.).